# ليونارد وارد
ليونارد وارد (24 مارس 1866 في المملكة المتحدة - 1 سبتمبر 1945 في جيرزي)  (بالإنجليزية: Leonard Ward)‏ هو كاهن أنجليكاني ولاعب كريكت بريطاني وبريطاني (وحمل سابقاً جنسية المملكة المتحدة لبريطانيا العظمى وأيرلندا). لعب مع نادي مقاطعة ديربيشاير للكريكت ‏.